# Catedral de Samtavisi

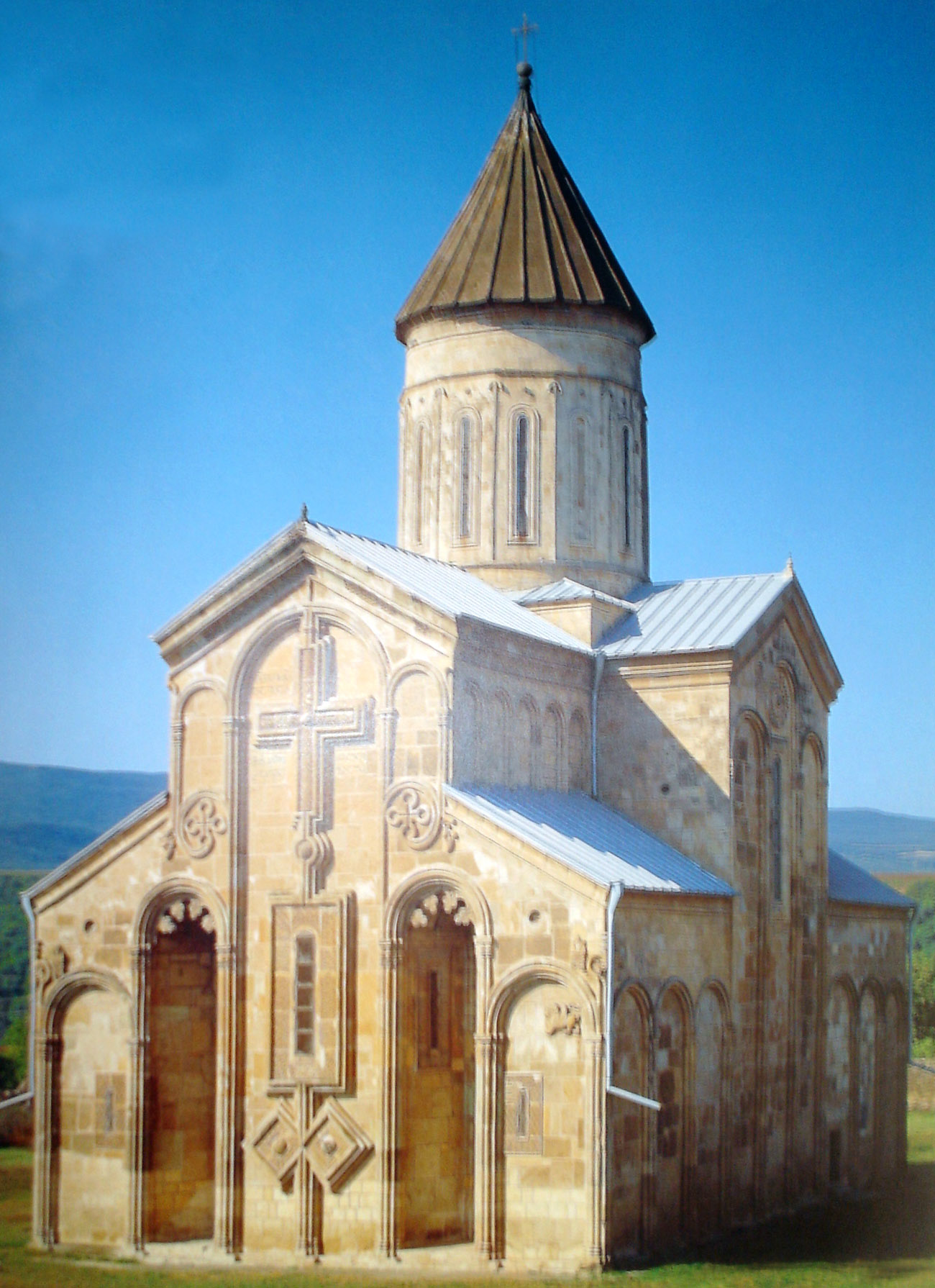
Catedral de Samtavisi

A catedral de Samtavisi (em georgiano:  სამთავისი) é uma catedral da igreja ortodoxa georgiana do século XI  localizada na região da Ibéria Interior, no leste da Geórgia, a cerca de 45 km da capital do país, Tiblíssi. A catedral é hoje um dos centros da Eparquia de Samtavisi e Gori. Desde 24 de outubro de 2007, está inscrita na Património Mundial da UNESCO.

## História
A catedral está localizada na margem esquerda do rio Lecura, a cerca de 11 km da cidade de Kaspi. De acordo com uma tradição georgiana, o primeiro mosteiro do local foi fundado pelo missionário assírio Isidoro em 572 e mais tarde reconstruído no século X. No entanto, nenhum desses edifícios antigos sobreviveu. As primeiras estruturas existentes datam do século XI, e o edifício principal foi construído em 1030, de acordo com uma inscrição em pedra agora perdida. A catedral foi construída por um bispo local e um habilidoso arquiteto, Hilarião, que também realizou a vizinha igreja Axuriani. Muito danificada por uma série de terremotos, a catedral foi parcialmente reconstruída nos séculos XV e XIX. A fachada oriental magistralmente decorada é a única estrutura original que resta.

## Outras estruturas
Além da igreja principal, o complexo de Samtavisi inclui uma residência episcopal de dois andares muito danificada, uma pequena igreja (5.8х3.2m) e uma torre sineira de três andares (5.7х7.3m) anexada à muralha de 3-5m. alto feito de pedra e tijolo. Todas essas estruturas datam dos séculos XVII e XVIII.